# Pere Gonçal Aguiló Fuster
Pere Gonçal Aguiló Fuster o Pedro Gonzalo Aguiló Fuster va ser un empresari, regidor i diputat manacorí al Parlament de les Illes Balears per Unió Mallorquina.
Entrà de regidor a l'Ajuntament de Manacor al 1972.
A partir del 14 de març de 1984 passà a ser nou vicepresident del Parlament de les Illes Balears.
Des de 1996 fou president del Club Nàutic de Porto Cristo.
Conseller delegat d'Hiper Manacor. Vicepresident d'Asepeyo Illes Balears.